# Mahala
Mahally či mahaly jsou hlavní městské čtvrti blízkovýchodních a balkánských měst určené k bydlení. Výraz mahala se na Balkán dostal prostřednictvím turečtiny (tur. mahalle), pochází však z arabského slova mähallä znamenajícího bydlet. Z turečtiny bylo slovo přejato do balkánských jazyků, v nichž nabylo různých podob: albánsky: mëhallë; arumunsky: mãhãlã; bulharsky: махала, mahala; bosensky a srbsky: махала/mahala popř. маала/maala; makedonsky: маало, maalo; rómsky: mahala; rumunsky: mahala; řecky: μαχαλάς, machalas.
Na Balkáně vznikaly mahaly po ovládnutí území Osmany, kteří zde vybudovali města orientálního typu. Mahaly obklopovaly čaršiji – tj. obchodní jádro města s hany (hostinci), hamamy (lázněmi), bezistany (zastřešenými trhy) a džamijemi (mešitami) a jinými náboženskými stavbami. Ve centru mahaly stála menší džamije nebo mesdžid (mešita bez minaretu), v jejím sousedství mekteb, česma (městský pramen s pitnou vodou) a obchod s potravinami. Tyto stavby měly pokrýt potřebu čtyřiceti až padesáti rodinných domů.
V mahalách existoval zvláštní kult sousedství, který nehleděl na národnostní či náboženskou příslušnost obyvatel. V současnosti se mahalami nazývají jen některých okrajové městské čtvrti (typické pro Bosnu a Hercegovinu), přestože dříve byl počet mahal mnohem větší (např. v Sarajevu bylo v minulosti kolem 60 mahal).[zdroj?]